# REScoop.eu
REScoop 20-20-20 – porozumienie zrzeszające kooperatywy energetyczne i grupy obywatelskie z 7 krajów Europy (Włochy, Belgia, Hiszpania, Holandia, Dania i Francja), wspierane przez Komisję Europejską, którego celem jest przyspieszenie przemian w dziedzinie obywatelskiej energetyki: wzmocnienie społecznej akceptacji dla energii odnawialnej i kontroli nad wytwarzaniem energii, upowszechnienie kooperatyw energetycznych i zwiększenie ich liczby w Europie. Członkowie porozumienia dzielą się wiedzą, upowszechniają narzędzia zarządzania popytem oraz nowe formy własności i systemy finansowania, organizują akcje promujące kooperatywy np. w formie podróżujących po Europie wystaw, a przede wszystkim działają na rzecz zniesienia barier w rozwoju energetyki obywatelskiej, zarówno w poszczególnych krajach jak i na szczeblu unijnym.
We Francji do Rescoop 20-20-20 należy największa kooperatywa w tym kraju Enercoop.